# SHL23
AQUOS PHONE SERIE SHL23（アクオス フォン セリエ エスエイチエル ニーサン）は、シャープによって日本国内向けに開発された、auブランドを展開するKDDIおよび沖縄セルラー電話のCDMA 1X WIN、および第3.9世代移動通信システム（au 4G LTE）対応スマートフォンである。

## 概要
SHL22の後継機種。先代機種ではHDだった解像度がFHDにスペックアップしているほか、フルセグ放送の受信機能が追加されている。au向けのフルセグ対応機種としてはソニーモバイルコミュニケーションズのXperia Z1 SOL23に次いで2番目の採用となる。
ユーザがSHL23本体の両側面に搭載されたセンサーによってを持ったかどうかを感知する機能「グリップマジック」が搭載されており、スリープ状態でもセンサーを感知すると自動的に画面が点灯するようになっている。また、握り方によって自動回転や音量を制御する事も可能である。
ディスプレイのサイズは4.8インチで、auの2013年冬モデルのAndroid搭載スマートフォンとしては最も小さい。

## 沿革
- 2013年（平成25年）10月2日 - KDDI、およびシャープより公式発表。
- 2013年11月15日 - 全国にて一斉発売。

## プリインストールアプリケーション
- au Market
- au Wi-Fi接続ツール
- au ID 設定アプリ
- auお客様サポート
- au Cloud
- auスマートパス
- auかんたん設定
- auショッピングモール
- auテレビGガイド
- auバックアップ
- au災害対策
- ナビウォーク
- リポートサポート
- 3LM Security
- うたパス
- ビデオパス
- ブックパス
- おはなしアシスタント
- NFCタグリーダー
- NFCメニュー
- Eメール（ezweb.ne.jpのメール送受信アプリ）
- PCメール（PCメールなどのメール送受信アプリ）
- SMS（SMS（Cメール）送受信アプリ）
- Friends Note
- ゲームギフト
- Coco in Wondroustand<auホームアプリ>
- KKBOX
- Facebook
- 連絡先
- 電話
- アルバム
- ムービー
- GREE
- GREEマーケット
- 安心アクセス for Android
- LAWSON
- じぶん銀行
- テレビ
- おサイフケータイ
- カメラ
- 取扱説明書
- アラームと時計
- 電卓
- 辞書
- 赤外線送受信
- AOSS
- メッセージ
- Gmail
- Youtube
- 設定
- Google
- ハングアウト
- ナビ
- ローカル
- Playストア
- Google Maps / Latitude / ナビ
- Chrome
- ブラウザ
- カレンダー
- Google+
- メッセンジャー
- Playムービー
- Playブックス
- Playゲーム
- 音声検索
- Google設定
- LINE
- TOLOTフォトブック for au

## その他機能
※PC向けWebブラウザが標準装備されている。携帯向けサイト(EZWeb)は他のスマートフォンやPCと同じく閲覧不可。
- 「エコ技」機能

| 主な機能・対応サービス                                                  | 主な機能・対応サービス                           | 主な機能・対応サービス              | 主な機能・対応サービス         |
| ----------------------------------------------------------------------- | ------------------------------------------------ | ----------------------------------- | ------------------------------ |
| auウィジェット Webブラウザ                                              | LISMO! for Android メディアプレイヤー LISMO WAVE | おサイフケータイ NFC                | ワンセグ フルセグ DLNA/DTCP-IP |
| au one メール PCメール Gmail EZwebメール                                | デコレーションメール デコレーションアニメ        | Skype au                            | PCドキュメント                 |
| au Smart Sports Run & Walk Karada Manager ゴルフ(web版) Fitness、歩数計 | GPS 方位計                                       | au oneナビウォーク au one助手席ナビ | au one ニュースEX au one GREE  |
| かんたんメニュー じぶん銀行                                             | 緊急速報メール                                   | Bluetooth                           | 無線LAN機能 (Wi-Fi)            |
| 赤外線通信                                                              | WIN HIGH SPEED au 4G LTE                         | グローバルパスポート                | auフェムトセル                 |
| microSD microSDHC microSDXC                                             | モーションセンサー(6軸)                          | 防水 防塵                           | 簡易留守録 着信拒否設定        |

- 安心セキュリティパックはフル対応
- ベールビュー (覗き見防止フィルター)